# Едмон Еннок
Едмо́н Шарль Адо́льф Енно́к (фр. Edmond Charles Adolphe Hennocque, *15 грудня 1860, Ґалліполіс, Огайо, США — †1933, Бомон-ля-Шартр (фр. Beaumont-la-Chartre), Франція) — французький генерал, який очолив військову диктатуру в Східній Словаччині та Закарпатті у 1919-1921 рр. для забезпечення державного управління, громадського порядку і спокою на територіях Чехословаччини, яким загрожувала небезпека. Його помічником був Юрай Славік. 03.07.1919 року видав розпорядження, що складається з 18 пунктів і містить широкий перелік поліцейських приписів. Зокрема, положення щодо притягнення до військового суду службовців, які неналежним чином виконують свої обов’язки, встановлення обов’язкового обліку населення і контролю за ним, обмеження прав та свобод громадян (заборона зборів і засідань, обмеження свободи друку та вільного пересування), заборону використання та зберігання зброї, встановлення кримінальних покарань за невиконання наказів диктаторів та інші. 
Друге розпорядження прийнято 20.06.1919 р.
У 1920 році відсторонений від керівництва чеськими військами на Закарпатті через звинувачення в антисемітизмі, після чого повернувся у Францію.